# Wu Ruiting
Dans ce nom chinois, le nom de famille, Wu, précède le nom personnel.
Wu Ruiting (né le 29 novembre 1995) est un athlète chinois, spécialiste du triple saut.

## Carrière
Le 21 mai 2017, il porte son record personnel à 17,18 m, à Kawasaki. Il remporte les sélections chinoises pour les championnats du monde 2019 avec 17,47 m, nouveau record personnel et troisième meilleur performeur asiatique de l'histoire.
Il se classe 9e des championnats du monde 2019 à Doha avec 16,97 m.

## Palmarès
| Date | Compétition           | Lieu    | Résultat | Marque  |
| ---- | --------------------- | ------- | -------- | ------- |
| 2017 | Championnats du monde | Londres | 9e       | 16,66 m |
| 2019 | Championnats du monde | Doha    | 9e       | 16,97 m |

## Records
| Épreuve     | Marque  | Lieu     | Date        |
| ----------- | ------- | -------- | ----------- |
| Triple saut | 17,47 m | Shenyang | 3 août 2019 |